# Youssoupha Dabo
Youssoupha Dabo, né le 11 novembre 1979 au Sénégal, est un footballeur et entraîneur international sénégalais.

## Histoire

### Joueur
Il commence avec l’équipe junior de l’Union sportive du Rail au Navétanes puis il fait ses premiers match en Championnat du Sénégal de football de deuxième division avant de partir jouer en Tunisie, jouant dans deux clubs de la capitale puis en Europe au Racing Football Club Union Luxembourg. Il termine sa carrière en France au Red Star FC.

### Sélectionneur
Après avoir obtenu une licence A UEFA en France, il entraîne l’équipe des moins de 19ans du Red Star Football Club.
En 2015 il rejoint le Guédiawaye Football Club l’année suivante il est vice-champion du championnat sénégalais, très prometteur il fut licencié du Guédiawaye FC pour son absence « non justifiée » alors qu’il supervise l’Équipe du Sénégal de football pendant la Can 2017 avec Aliou Cisse sélectionneur avec qui il est très proche.
En 2017 il est recruté par le Stade de Mbour où il remporte la Coupe de la Ligue sénégalaise de football.
Il connaît ses jours de gloire avec le Sénégal U20, remportant plusieurs trophées, le premier le Championnat U-20 Zone B de l'UFOA en battant en finale l’Équipe du Nigeria des moins de 20 ans de football, l’équipe la plus titrée d'Afrique U20, victoire 2-0.
De nouveau invité dans une compétition en Championnat arabe de football des moins de 20 ans, il remporte son deuxième trophée puis le Championnat U-20 Zone A de l'UFOA vainqueur du tournoi en 2019 la même année il termine troisième aux Jeux africains de 2019 une compétition réservée au U23, il se qualifie aux Éliminatoires de la coupe d'Afrique des nations des moins de 20 ans 2019 finaliste de la Coupe d'Afrique des nations de football des moins de 20 ans 2019 remportant le trophée du meilleur entraîneur et qualifie son équipe pour la Coupe du monde des moins de 20 ans 2019, il termine son parcours en quart de finale.
L’année suivante aux Éliminatoires de la Coupe d'Afrique des nations de football des moins de 20 ans 2021 il échoue en finale à domicile du Championnat U-20 Zone A de l'UFOA 2020 face à la Gambie aux tirs au but.
Convoité par Amiens Sporting Club pour diriger l’équipe B, après avoir fait une bonne Coupe du monde des moins de 20ans il est pressenti pour être le futur sélectionneur de l’Équipe du Sénégal de football les relations se sont détériorées avec la Fédération sénégalaise de football à la suite de la nouvelle règle de la CAF de l’interdiction de cumuler plusieurs postes, les dialogues sont rompus il prend le choix de continuer avec le Teungueth Football Club laissant tomber l’Équipe du Sénégal des moins de 20 ans de football.
Champion du Sénégal en 2020-2021 il participe a la Ligue des champions de la CAF avec le Teungueth Football Club en 2020-2021 il atteint la phase de groupe en éliminant le Armed Forces Football Club 3-1 au tour préliminaire puis en battant le Raja Club Athletic au premier tour 3 à 1 un exploit non réalisé depuis longtemps pour un club sénégalais. Puis il quitte Teungeuth FC après des problèmes avec les supporters, il rejoint l’ASC Jaraaf à moins de un ans après des nouvelles polémiques avec les supporters il quitte le club pour rejoindre le Azam Football Club, club tanzanien.
Après un an à la tête de l’équipe de l’Azam Football Club il est limogé, malgré un bon parcours et très peu de défaites,il ne remporte aucun trophée. Il finit tout de même, finalistes de la Supercoupe du championnat et de la coupe nationale, échouant au premier tour de la Ligue des champions de la CAF 2024-2025. ce qui enfoncera sûrement le clou.
Peu de temps après il s’engage avec le club de l’AS Vita Club.

## Palmarès
Azam FC
- Championnat de Tanzanie
  - Vice-champion en 2024

- Coupe de Tanzanie
  - Finaliste en 2024

- Supercoupe de Tanzanie
  - Finaliste en 2024

 Teungueth Football Club
- Champion du Sénégal
  - Champion en 2020-2021[11]

 Guédiawaye FC
- Championnat du Sénégal
  - Vice-champion en 2016-2017

 Senegal -20
- Coupe d'Afrique des nations des moins de 20 ans
  - Finaliste en 2019[12]
- Championnat arabe des moins de 20 ans
  - Vainqueur en 2020
- Jeux africains de 2019
  - Troisième en 2019
- Championnat U-20 Zone A de l'UFOA
  - Vainqueur Tournoi Ufoa zone A  2019[13]
  - Finaliste Tournoi Ufoa zone A 2020[14]
- Championnat U-20 Zone B de l'UFOA
  - Vainqueur Ufoa Zone B 2018[15]

 Stade de Mbour
- Coupe de la Ligue sénégalaise
  - Vainqueur en 2017
- Coupe du Sénégal
  - Finaliste en 2017

### Distinction
- Coupe d'Afrique des nations de football des moins de 20 ans 2019[16]
  - Élu meilleur sélectionneur